# Die Ballade von Narayama (1983)
Die Ballade von Narayama (japanisch 楢山節考 Narayama Bushikō) ist ein japanischer Film von Shōhei Imamura aus dem Jahre 1983. Er ist die Verfilmung der gleichnamigen Erzählung von Fukazawa Shichirō, die erstmals 1958 von Keisuke Kinoshita verfilmt wurde. Der Film gewann die Goldene Palme der Filmfestspiele von Cannes.

## Handlung
Der Film spielt in einem kleinen Dorf auf dem Land im Japan des 19. Jahrhunderts, in dem Nahrungsmittelknappheit herrscht. Gemäß der Tradition müssen deshalb Personen, die das Alter von 70 Jahren erreicht haben, sich zum entfernten Berg Narayama begeben (Ubasute). Im Mittelpunkt steht Orin, die 69 Jahre alt und gesund ist, aber bemerkt, dass ihr Nachbar seinen Vater auf den Berg trägt. In ihrem letzten Jahre regelt Orin Familien- und Dorfangelegenheiten, sie bestraft mehrfach eine Familie, die Lebensmittel hortet und verhilft ihrem jüngeren Sohn zu einer Frau. Der Film bildet das harte Leben der Dorfbewohner auch in einigen drastischen Szenen ab. Zwischen den Episoden des Films sind kurze Vignetten aus der Natur eingeblendet: Vögel, Schlangen und andere Tiere, die jagen, sehen, singen, kopulieren und Leben gebären.

## Kritik
- Das Lexikon des internationalen Films bemerkt: „Ein herausragender Film von schrecklicher Schönheit, der jedoch zu keiner Zeit den Schrecken ästhetisiert.“[1]
- Roger Ebert gibt dem Film vier von vier Punkten und bemerkt, dass er kein kommerzieller Erfolg sein könne, nicht einmal im Vergleich zu anderen künstlerischen Filmen. Dafür sei er „zu introspektiv, zu unerschrocken, was den Umgang mit Grausamkeit betrifft, zu „japanisch“. Dies macht ihn umso mehr zu einer faszinierenden Erfahrung.“[2]